# Donja Lepenica
Donja Lepenica (cyr. Доња Лепеница) – wieś w Bośni i Hercegowinie, w Republice Serbskiej, w gminie Srbac. W 2013 roku liczyła 326 mieszkańców.